# Полет 173 на TAME
Полет 173 на TAME е редовен вътрешен пътнически полет от международното летище „Марискал Сукре“, Кито, до международното летище „Марискал Ламар“, Куенка, Еквадор, управляван от TAME. На 11 юли 1983 г. самолетът „Боинг 737-2V2 Адвансед“, който изпълнява полета, се разбива в хълм и експлодира по време на последния подход само на 1,6 км от крайната си дестинация в Куенка, и убива всички 111 пътници и 8 членове на екипажа на борда на машината. Въпреки съобщението за ясни метеорологични условия към международното летище „Марискал Сукре“ машината попада в мъгла малко преди сблъсъка.
Първоначално властите по гражданската авиация имат опасения за евентуален саботаж, след като свидетели съобщават за експлозия във въздуха. Причините за катастрофата обаче са комплексни и включват недостатъчно обучение от страна на „Боинг“, като не е и спазено споразумение служител на самолетостроителната компания да е част от екипажа при полетите на TAME в продължение на месец. Разговорите от пилотската кабина разкриват, че пилотите знаят за тези проблеми. Освен това военният характер на авиокомпанията, със съответната ѝ йерархия, допуска недостатъчно квалифициран капитан да управлява самолета.
Това е най-смъртоносната катастрофа в историята на TAME и към 2025 г. остава най-смъртоносната самолетна катастрофа в историята на Еквадор.